# Vimmy
Vimmy是太陽花造形的圖示，為港鐵公司內部員工信念的象徵。港鐵管理訓練及發展經理曾永昌表示，該徽號象徵着港鐵企業文化VMV，代表Vision（長遠目標）、Mission（使命）及Values（信念），也包含了優質服務、互敬互重、創造價值及勇於進取的四大元素。同時形容為港鐵上下的一份子。

## 設計
港鐵在2008年舉行了VMV代言人命名行動，有逾萬位員工投票，最後以Vimmy作為太陽花的名字，代表活力和朝氣，意味透過員工的活力，共同推動VMV。」

## 應用
該象徵在港鐵辦公大樓，員工的證件套身上出現。而控制室內的洗手間和利是也有Vimmy圖案。
公司稱如員工或小組的行為能夠體現公司的信念精神，可獲得「信念獎別針」。港鐵管理訓練及發展經理曾永昌更表示有些同事已奪得六枚別針。他希望能夠透過比賽、獎勵或活動，讓優質服務精神融入工作及生活中。